# Przetarg nieograniczony
Przetarg nieograniczony – forma przetargu charakteryzująca się zaproszeniem do składania ofert nieograniczonego kręgu osób, zwykle poprzez publiczne ogłoszenie. W przypadkach dotyczących gospodarki podmiotów sektora publicznego często sposób jego przeprowadzenia jest szczegółowo uregulowany prawem, np. w zakresie zamówień publicznych, zbywania nieruchomości, zbywania mienia czy sprzedaży wierzytelności.

## Przetarg nieograniczony w zamówieniach publicznych
Przetarg nieograniczony to tryb udzielenia zamówienia publicznego przewidziany w ustawie z dnia 11 września 2019 r. Prawo zamówień publicznych, w którym w odpowiedzi na publiczne ogłoszenie o zamówieniu oferty mogą składać wszyscy zainteresowani wykonawcy, spośród których jest wybierana oferta najkorzystniejsza.
Tryb ten jest jednym z dwóch podstawowych trybów udzielania zamówień publicznych (drugim jest przetarg ograniczony), które można zastosować zawsze przy udzielaniu zamówień publicznych. Pozostałe tryby udzielania zamówień publicznych można zastosować tylko w przypadkach określonych w ustawie Pzp.
Przetarg nieograniczony jest trybem jednoetapowym. Zamawiający publikuje ogłoszenie o zamówieniu w Biuletynie Zamówień Publicznych, a w przypadku ogłoszeń o zamówieniu, których wartość jest równa lub wyższa od progów unijnych, o których mówa w art. 3 ustawy, ogłoszenie jest publikowane w Dzienniku Urzędowym Unii Europejskiej. Ponadto ogłoszenie o zamówieniu jest również publikowane na stronie internetowej zamawiającego (lub innej stronie). Zamieszcza tam także specyfikację istotnych warunków zamówienia wraz z załącznikami.